# بوربور عليا (مقاطعة دلفان)
بوربور عليا (بالفارسية: بوربور علیا) هي قرية تقع في قسم كاكاوند الغربي الريفي (مقاطعة دلفان) في إيران. يقدر عدد سكانها بـ 179 نسمة .